# Йосиповичі
Йо́сиповичі — село в Україні, у Стрийській міській територіальній громаді Стрийського району Львівської області. Населення становить 956 осіб (2001).

## Географія та ландшафт
Село розташоване на краю Стрийського району з північного сходу, на шляху Стрий-Журавно та Стрий-Жидачів. Тягнеться вздовж правої притоки Дністра річки Бережниці.

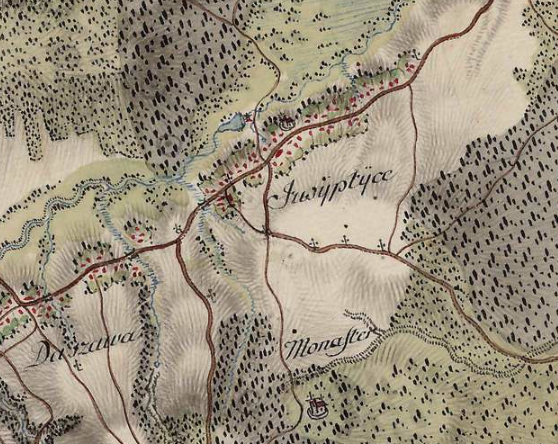
Йосиповичі та околиці на австрійській мапі XVIII століття. Видно де колись стояла перша церква та Юсиптицький монастир

На старих кадастрових картах села позначено місцезнаходження сіножатей, полів, урочищ, пасовищ та їхні назви: Заліски, Копанка, Горішнє, Чернече (Монастирське), Підлісся, Задвір'я, Млаки, Лєхнове, Блонь, Лази[первинне джерело].

## Історія
Перша письмова згадка про село відноситься до 1495 року, де воно виступає під назвою Йосипчичі і знаходиться неподалік села Руда на землях Зудачева (тепер Жидачева).
У податковому реєстрі 1515 року в селі під назвою Йосипчичі документується піп (отже, уже тоді була церква) і 2 лани (близько 50 га) оброблюваної землі.
В 1578 р. — Юсипчичі (Jussipczicze), а від 1613 p. — Юсипчиці (Jusypczyce)[первинне джерело].
В 1645 р. село записане як Юсіпчичі; в 1651 р. — Юсіпчиці[первинне джерело]; в 1665 р. — Юсипчиці[первинне джерело]; в 1685 р. — знову Юсипчичі, в 1732—1733 рр. — Юсипчиці. Така ж назва зберігається і в 1761—1762 роках.
Назва Юсиптичі, що згадується в «Шематизмі» за 1861—1868 роки, у Йосифінській метриці за 1785—1788 роки та в інших довідниках. В альманасі 'Стрийщина', у статті «Жидачівщина, давня княжа волость» Василь Волицький пише: «В XVI столітті пограничними на заході були села: Сенечіл, Бряза, Тисів, Болехів, Уголна, Юсиптичі, Покрівці і П'ятничани …».
15 червня 1934 року село передане з Жидачівського повіту до Стрийського.
1 серпня 1934 р. в Стрийському повіті Станиславівського воєводства було створено гміну Дашава з центром в Дашаві. У склад гміни входили сільські громади: Ходовичі, Дашава, Гельсендорф, Комарів, Лотатники, Олексичі, Підгірці, Стриганці, Піщани (в 1934 році село мало назву Татарське), Верчани і Йосиповичі.

## Політика
Йосиповицька громада має найвищу в Україні середню явку на виборах у 2010–2019 роках – 91.2%.

### Парламентські вибори, 2019
На позачергових парламентських виборах 2019 року у селі функціонувала окрема виборча дільниця № 461464, розташована у приміщенні будинку культури.
Результати
- зареєстровано 660 виборців, явка 82,27%, найбільше голосів віддано за «Слугу народу» — 28,73%, за Всеукраїнське об'єднання «Батьківщина» — 18,97%, за «Голос» — 16,02%.[12] В одномандатному окрузі найбільше голосів отримала Ірина Карпінська (Українська партія) — 18,27%, за Олега Турка (самовисування) — 16,42%, за Євгенія Гірника (самовисування) — 13,84%[13].

## Церква

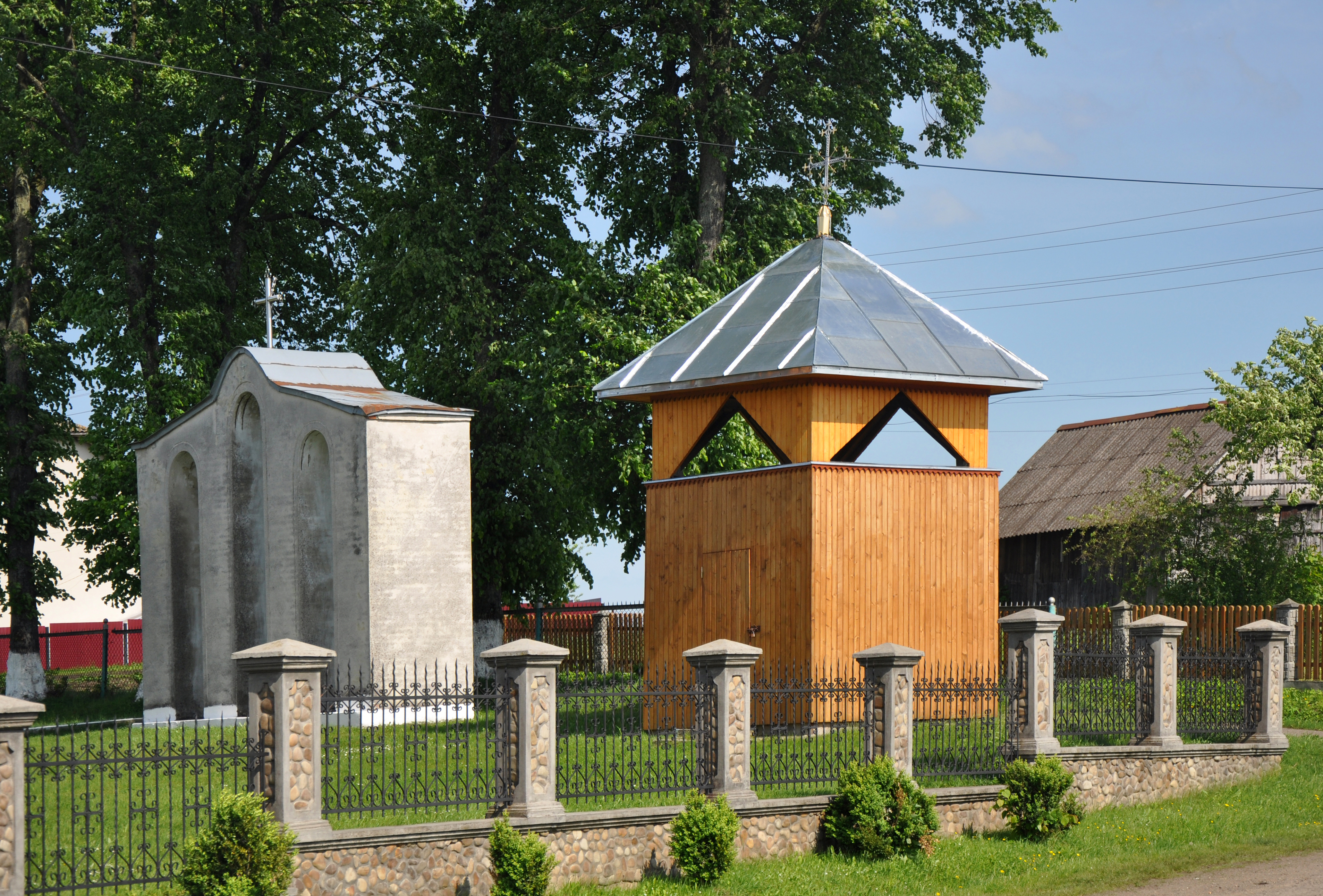
Дзвіниця церкви Воздвижения Чесного Хреста

Греко-католицька церква Воздвижения Чесного Хреста, парох о. Микола Бобанич. Храм і дзвіницю внесено до реєстру пам'яток архітектури місцевого значення за охоронними номерами 2044/1-м і 2044/2-м[джерело?].